# Tmesisternus metalliceps
Tmesisternus metalliceps là một loài bọ cánh cứng trong họ Cerambycidae.